# ريتشارد بينيت (سياسي)
ريتشارد بينيت (بالإنجليزية: Richard Bennett)‏ هو سياسي أمريكي، ولد في 25 يونيو 1957 في لونغ بيتش في الولايات المتحدة. حزبياً، نشط في الحزب الجمهوري. وقد انتخب عضو مجلس نواب مسيسيبي.